# Glypta erugata
Glypta erugata là một loài tò vò trong họ Ichneumonidae.